# Países Bajos en el Festival de la Canción de Eurovisión 1956
Los Países Bajos organizaron una final nacional para seleccionar las dos canciones que la NOS, la televisión del país, enviaría a la edición inaugural del Festival de la Canción de Eurovisión que se celebró el 24 de mayo en Lugano, Suiza. La final nacional de los Países Bajos tuvo lugar el 24 de abril de 1956.

## Resultados de la final nacional
| Puesto de actuación | Artista       | Canción                 |
| ------------------- | ------------- | ----------------------- |
| 1                   | Corry Brokken | "Ik zei : ja"           |
| 2                   | Jetty Paerl   | "De vogels van Holland" |
| 3                   | Bert Visser   | "Gina mia"              |
| 4                   | Jetty Paerl   | "De telefoon"           |
| 5                   | Corry Brokken | "Voorgoed voorbij"      |
| 6                   | Bert Visser   | "Meisje"                |
| 7                   | Corry Brokken | "'t Is lente"           |
| 8                   | Jetty Paerl   | "Mei in Parijs"         |

"De vogels van Holland" ("Los pájaros de Holanda") de Jetty Paerl y "Voorgoed voorbij" ("Más de siempre") de Corry Brokken fueron escogidas como las dos canciones de los Países Bajos en el festival. Como los votos de la final nacional no fueron hechos públicos, todavía se desconoce en qué posición quedaron las dos canciones, al igual que sucedería en el Festival de la Canción de Eurovisión 1956, donde sólo se comunicó el ganador sin darse a conocer los votos de cada país.